# Nycticebus
Pour les articles homonymes, voir Loris.
Nycticèbes
Genre
Les nycticèbes (Nycticebus) forment un genre de primates comprenant plusieurs espèces de loris. Ils sont menacés d'extinction et nommés sur la Liste rouge de l'UICN comme  vulnérable ou en danger. Depuis 2007 ils sont enregistrés dans Annexe I de la CITES. La vente des nycticèbes est alors internationalement interdite, mais elle continue.
Il est le seul primate à être venimeux. Lorsqu'il se sent menacé ou qu'il veut attaquer une proie, des glandes situées sur ses coudes sécrètent un poison redoutable qu'il lèche et mélange à sa salive. Il inocule ensuite ce poison grâce à ses dents. Il peut alors menacer un prédateur à distance

## Étymologie
En 1812, Étienne Geoffroy Saint-Hilaire nomma le genre Nycticebus, en référence à son comportement nocturne. Le nom dérive du grec ancien νύξ (nyx), génitif de νυκτός (nyktos) signifiant « nuit », et κῆβος (kêbos) signifiant « singe ».

## Liste des espèces
D'après l'ouvrage Handbook of the Mammals of the World en 2013, le genre comprend huit espèces :
- Nycticebus coucang (Boddaert, 1785) — Nycticèbe paresseux[5] ou Loris paresseux
- Nycticebus bengalensis Lacépède, 1800 — Loris lent du Bengale[6]
- Nycticebus javanicus É. Geoffroy Saint-Hilaire, 1812 — Nycticèbe de Java
- Nycticebus menagensis Lydekker, 1893
- Nycticebus bancanus Lyon, 1906
- Nycticebus borneanus Lyon, 1906
- Nycticebus pygmaeus Bonhote, 1907 — Nycticèbe pygmé[7] ou Loris paresseux pygmée[7]
- Nycticebus kayan Munds, Nekaris & Ford, 2013